# Реут
Реут (рум. Răut, рус. Реут, ји: רעװעט‎ — revet) је ријека у Молдавији. Десна је притока ријеке Дњестар дуга 286 km. Извире поред села Редиул Маре у Дондушенском рејону. Реут је био плован до 18—19. века, а данас је плован само за мале чамце.
На ријеци се налазе градови Балци, Орхеј, Флорешти.